# Gustavo Strafforello
Gustavo Strafforello (c. 1820-1903) fue un escritor italiano del siglo XIX.

## Biografía
Habría nacido en 1820 en Porto Maurizio, en el seno de una antigua familia de comerciantes. Estudió en el Colegio de los Padres Barnabitas en Final Marina y trabajó en el comercio de aceite hasta 1848, cultivando simultáneamente sus letras y escribiendo artículos y poemas para la Letture Popolari de Valerio y el Subalpino de Montezemolo. Descrito como un polígrafo ligur, fue un autor muy prolífico. Algunos de sus poemas fueron musicalizados. Posteriormente se trasladó a Turín para dedicarse por completo a las letras, rechazando algunos empleos gubernamentales que le ofrecieron. Dedicó varios años a la gran Enciclopedia del Pomba, en la que escribió todos los artículos de biografía y geografía antiguas y modernas, y al Conversations Lexikon de Brockhaus.
Como escritor original, además de numerosos artículos en la Letture di Famiglia de Valerio y en diversas revistas italianas y de otros países, publicó a lo largo de tres décadas las siguientes obras: Scienza della vita sociales, ovvero arte di governarsi con gli uomini (1851),  (1851), Il nuovo Montecristo (1856), Francesco Carrara (novela histórica, 1857), La Sapienza del Popolo (1868), La scienza per tutti (1869), Nuovi principii di Geologia e Paleontologia (1872), Elementi di Geografia (1876), Gli umoristi (1866) e Il primo amore di Leonardo da Vinci con la figlia del Verrocchio (1871), y muchos otros relatos y novelas didácticas.
También escribió Shakspeare (1874) y Storia della guerra del 1866, según la correspondencia del Times. Fundó entonces, con Luigi Pomba, una Biblioteca per l'educazione del popolo, en la que posteriormente publicó las siguientes obras: Il nuovo chi si aiuta Dio l'aiuta, Il fenomeni della vita industriale, Storia popolare del progresso materiale, La morale e i Moralisti antichi e moderni y Gli Eroi del lavoro. También compiló para la Casa Treves el Dizionario universale di Geografia, Storia e Biografia, de 2300 páginas a dos columnas. Junto con el geógrafo Hellwald, de Viena, publicó la obra ilustrada con tablas estadísticas titulada La terra e l'uomo, en 65 volúmenes.
También publicó durante años con la Casa Negro de Turín en unas 80 entregas La sapienza del mondo o Dizionario universali dei proverbi di tutti i popoli, recopilado, traducido, comparado y comentado. Bajo el seudónimo de «Junius Redivivus» publicó una biografía de Bismarck, y bajo el de «Spiritus Asper» los siguientes libros: Il mio Romanzo; Viaggi humoristici per l'Italia, muy aplaudido, y Fior d'Amore. Para el Ore di Piacere de la Casa Negro de Turín, también escribió las novelas: Un vero Amore; Capricci del cuore; I Briganti; El pirata de Santos, y bajo el título de L'Amore in Italia recopiló relatos de Paul von Heyse, y bajo el de In Campagna los relatos de Berthold Auerbach y Gottfried Keller. Amigo de Alejandro Dumas, publicó la traducción de Los mohicanos. Falleció en su localidad natal en 1903.